# Мериньяк-л’Эглиз
Меринья́к-л’Эгли́з (фр. Meyrignac-l'Église, окс. Mairinhac) — коммуна во Франции, находится в регионе Лимузен. Департамент — Коррез. Входит в состав кантона Коррез. Округ коммуны — Тюль.
Код INSEE коммуны — 19137.
Коммуна расположена приблизительно в 390 км к югу от Парижа, в 70 км юго-восточнее Лиможа, в 17 км к северо-востоку от Тюля.

## Население
Население коммуны на 2008 год составляло 51 человек.
| 1962 | 1968 | 1975 | 1982 | 1990 | 1999 | 2008 |
| ---- | ---- | ---- | ---- | ---- | ---- | ---- |
| 75   | 95   | 81   | 59   | 40   | 46   | 51   |

## Администрация
| Период | Период | Фамилия          | Партия | Примечания |
| ------ | ------ | ---------------- | ------ | ---------- |
| 1957   | 1977   | Анри Лафарж      |        |            |
| 1977   | 2001   | Жан-Клод Эмбер   |        |            |
| 2001   |        | Жан-Франсуа Мане |        |            |

## Экономика
В 2007 году среди 35 человек в трудоспособном возрасте (15-64 лет) 26 были экономически активными, 9 — неактивными (показатель активности — 74,3 %, в 1999 году было 69,2 %). Из 26 активных работали 23 человека (12 мужчин и 11 женщин), безработных было 3 (1 мужчина и 2 женщины). Среди 9 неактивных 2 человека были учениками или студентами, 2 — пенсионерами, 5 были неактивными по другим причинам.

## Достопримечательности
- Дом Генриха IV (XVI—XVII века). Памятник истории с 1995 года[3]
- Дом рядом с домом Генриха IV (XV век). Памятник истории с 1995 года[4]